# Tuberillo
Tuberillo is een geslacht van pissebedden uit de familie Armadillidae. De wetenschappelijke naam van het geslacht is voor het eerst geldig gepubliceerd in 1982 door Schultz.

## Soorten
De volgende soorten zijn bij het geslacht ingedeeld:
- Tuberillo borneanus Taiti & Argano, 2010[2]
- Tuberillo cebuensis Taiti & Gruber, 2010[2]
- Tuberillo celebensis Taiti, Ferrara & Kwon, 1992[3]
- Tuberillo jubatus (Herold, 1931)[3]
  - = Hybodillo jubatus Herold, 1931[4]
- Tuberillo riedeli Taiti & Gruber, 2010[2]
- Tuberillo sarawakensis Schultz, 1982[1]
- Tuberillo schawalleri Taiti & Argano, 2010[2]

### Gesynonimiseerd
- Tuberillo parituberculatus Taiti & Ferrara, 1987[5] => Ctenorillo parituberculatus (Taiti & Ferrara, 1987)